# Enmienda Casas
En el derecho de España se conoce como enmienda Casas a la reforma aprobada en 2008 de la Ley Orgánica del Tribunal Constitucional, y en concreto, a la reforma de su artículo 16.3 que dice: 

[...] Si el mandato de tres años para el que fueron designados como Presidente y Vicepresidente no coincidiera con la renovación del Tribunal Constitucional, tal mandato quedará prorrogado para que finalice en el momento en que dicha renovación se produzca y tomen posesión los nuevos Magistrados.

Dado que esta reforma, que afecta directamente a la Presidencia del Tribunal Constitucional, entró en vigor durante la presidencia de doña María Emilia Casas se conoce coloquialmente esta reforma como "Enmienda Casas".
Aunque muchos juristas piensan que este artículo es contrario al artículo 160 de la Constitución Española, tras la cuestión de inconstitucionalidad presentada por el PP contra esta norma, el Tribunal Constitucional dictó la sentencia 49/2008, estableciendo la constitucionalidad de dicha reforma.